# 颱風丹尼 (1989年)
颱風丹尼 (英語：Typhoon Dan，國際編號：198926，PAGASA: Saling) 是1989年太平洋台风季中的其中一個热带气旋。

## 影響
英屬香港
當地懸掛最高風球信號： 三號強風信號
天文台在10月11日晚上8時懸掛一號戒備信號，當時丹尼集結於香港之東南偏南約720公里。初時吹和緩偏東風，但隨着丹尼繼續增強，香港風力逐漸增強。天文台在10月12日清晨5時改掛三號強風信號，當時丹尼集結於香港以南約660公里。丹尼在早上6時左右最接近香港，當時位於香港以南約650公里。天文台總部於當日下午3時錄得最低瞬時海平面氣壓1010.4百帕斯卡。同時，一股強烈季候風正影響中國東南部。在丹尼及該季候風的共同影響下，黃昏時離岸風力增強至烈風程度。隨着丹尼移離，季候風成為主導，天文台在10月13日早上6時30分改掛強烈季候風信號取代三號信號，當時丹尼集結於香港之西南約750公里。
當一號戒備信號在10月11日懸掛時，香港多雲。隨後兩日有微雨。隨着丹尼在老撾消散，10月14日轉為大致天晴。

## 外部連結
- . 國立情報學研究所. （英文）